# Manon Landowski
 (juin 2024).
Si vous disposez d'ouvrages ou d'articles de référence ou si vous connaissez des sites web de qualité traitant du thème abordé ici, merci de compléter l'article en donnant les références utiles à sa vérifiabilité et en les liant à la section « Notes et références ».
Manon Landowski (née en 1964) est une auteure-compositrice-interprète française qui chante des chansons et de la musique pop. Elle est l'auteure, compositrice et interprète du spectacle musical Le Manège.

## Biographie
Manon Landowski est la fille du compositeur français Marcel Landowski et la petite-fille du sculpteur Paul Landowski,. Sa mère Jacqueline Potier-Landowski (1917-2012) était une pianiste réputée. Un arrière-arrière-grand-père 
est Henri Vieuxtemps.
Manon commence le piano à l'âge de sept ans puis entre au Conservatoire national supérieur de musique et de danse de Paris à l'âge de treize ans. Trois ans plus tard, elle entre à l'Opéra de Paris. À 17 ans, elle quitte l'Opéra et écrit ses premières chansons. 
Elle a chanté en première partie de Cora Vaucaire, Léo Ferré et Juliette Gréco. En tant que chanteuse, danseuse et actrice, Manon Landowski a joué dans plusieurs spectacles musicaux, par exemple Là-haut, L’air de Paris (avec Patrick Dupond, qui retrouve la scène après un grave accident de voiture) et I do ! I do !, nommé meilleur spectacle musical, aux Molières en 2002 et 2003.
Son spectacle musical Le Manège a été créé à l'Opéra-Comique en 1997 (arrangements de Jean-Pierre Pilot). Pierre Cardin l'a produit dans son théâtre Espace Cardin l'année suivante. Réalisé par Daniel Mesguich le spectacle a connu un grand succès à Los Angeles en mai 2000.

## Œuvres sélectionnées
- Le Manège (spectacle musical, auteur et compositeur, 1997/1998)
- Mademoiselle Faust (spectacle musical, avec Xavier Maurel, 2004)[4]

## Discographie
- Sur L'instant (Just'In Distribution, 1989)
- Overground N'Existe Pas (BMG, 1994)
- Sur l’instant (arrangements de Jean Musy - prix de l'Académie Charles-Cros)[5]
- Le Manège (arrangements et réalisation de Jean-Pierre Pilot)
- Marins d’eau douce[4]

## Filmographie
- 1989 : Doux amer de Franck Appréderis : chanteuse de la chanson thème, 1987